# Je t'aime à te tuer (film)
Pour les articles homonymes, voir Je t'aime à te tuer.
Pour plus de détails, voir Fiche technique et Distribution.
Je t'aime à te tuer (I love you to death) est un film américain réalisé par Lawrence Kasdan, sorti en 1990.

## Synopsis
Joey Boca (Kevin Kline) est un séducteur impénitent. Son épouse Rosalie découvre ses infidélités et décide de le tuer. Mais Joey semble indestructible. 

## Fiche technique
- Titre français : Je t'aime à te tuer
- Titre original : I love you to death
- Réalisation : Lawrence Kasdan
- Scénario : John Kostmayer
- Musique : James Horner
- Photographie : Owen Roizman
- Montage : Anne V. Coates
- Production : Jeffrey Lurie & Ron Moler
- Sociétés de production : Chestnut Hill Productions & TriStar Pictures
- Société de distribution : TriStar Pictures
- Pays :  États-Unis
- Langue : Anglais, Italien, Serbo-croate
- Format : Couleur - Dolby - 35 mm - 1.85:1
- Genre : Comédie noire
- Durée: 97 minutes
- Dates de sortie: 
  - États-Unis : 6 avril 1990
  - France : 27 juin 1990
  - Allemagne de l'Ouest : 30 août 1990
  - Royaume-Uni : 21 septembre 1990

## Distribution
- Kevin Kline (VF : Dominique Collignon-Maurin) : Joey Boca
- Tracey Ullman (VF : Marie-Christine Darah) : Rosalie Boca
- Joan Plowright (VF : Jacqueline Cohen) : Nadja
- River Phoenix (VF : William Coryn) : Devo Nod
- William Hurt (VF : Richard Darbois) : Harlan James
- Keanu Reeves (VF : Lionel Henry) : Marlon James
- James Gammon (VF : Jacques Thébault) : Le lieutenant Larry Schooner
- Jack Kehler (VF : Edgar Givry) : Le sergent Carlos Wiley
- Victoria Jackson : Lacey
- Alisan Porter : Carla Boca
- Jon Kasdan : Dominic Boca
- Heather Graham (VF : Virginie Ogouz) : Bridget
- Miriam Margolyes (VF : Michelle Bardollet) : la mère de Joey
- Phoebe Cates (VF : Rafaèle Moutier) : la copine de Joey en discothèque (non créditée)